# 热兹站
热兹站是法国东南部城市马赛的一个地铁车站，现为马赛地铁2号线的北侧终点站。

## 站名
“热兹”一名来源于二战时期的法国将军阿诺·热兹先生。

## 位置
热兹站位于马赛市区北部的拉卡比塞勒街区，属于15区。车站大致呈南北走向，是一个立体式车站，地下一层为站台和轨道，地面层为站厅，地上一层为公交车站场。

## 设施
热兹站站内设有自动售票机及无障碍设施。

## 站台设置
| 东↑ |      |                            |
|     | 侧式 |                            |
|     |      | （终点）                   |
|     |      | 圣玛格丽特-德罗梅勒站方向→ |
|     | 侧式 |                            |
| 西↓ |      |                            |

## 配套交通

### 城市公共交通
| 热兹站附近的公共交通线路 |            |          |
| 公交车站名称             | 位置       | 停靠线路 |
| 地铁热兹站               | 地铁站附近 | 98       |
| 1.                       |            |          |

此外，当地铁线路发生故障或施工时，马赛交通局可能提供临时摆渡车。

## 争议
热兹站原计划2014年建成，后因各种原因而推迟开工，引发了当地人民的争议。

## 临近车站
| 热兹站（Gèze）                 |               |                   |
| 上行车站                       | 线路          | 下行车站          |
| （起点）                       | 马赛地铁2号线 | 布干维尔站 → 900m |
| - 本表仅显示运营中的线路及车站 |               |                   |